# ビータスクリエイション
ビータスクリエイション（Beatus Creation）は同人サークルのINSIDE SYSTEM及び株式会社シェガーが運営していたバーチャルYouTuberプロジェクトである。INSIDE SYSTEMが制作したゲーム『魔神少女』と世界観を共有している。

## 経歴

### 2020年
- 4月24日、プロジェクト発足[1]。
- 6月15日、任天堂株式会社より、「任天堂著作物を利用した投稿で得た収益の全額をタレントに分配することで、個人向けのガイドラインの適用を可能とする」許諾を得る[2]。
- 11月4日、INSIDE SYSTEMとフライハイワークスの共同出資により、運営会社として株式会社シェガーを設立したことを発表[3]。

### 2021年
- 2月24日、合同会社リビルドゲームス開発のNintendo Switch用ダウンロードソフト『スーパーメットボーイ！』とのコラボ企画で、タレント[注釈 1]がゲーム内アイテムとして出演した[4]。

### 2022年
- 5月26日、Nintendo Switch・steam用ダウンロードソフト『ビータスクリエイションソリティア』を配信[5]。
- 6月27日、LINEスタンプを発売[6]。
- 9月30日、プロジェクトを解散。

## 所属していたタレント
- 1期生
  - ジラ（2020年5月16日 - 2022年9月26日）
  - トニ（2020年5月22日 - 2022年9月26日）
  - ピサロ（2020年5月31日 - 2021年3月31日）
  - プランデッリ（2020年5月31日 - 2021年8月31日）
  - ハツメ（2020年6月1日 - 2021年2月28日）
- 2期生
  - アレスロ（2020年12月3日 - 2022年9月4日）
  - ルイフォン（2020年12月5日 - 2022年9月4日）
- 3期生
  - シャルヴィー・アン（2021年6月30日 - 2022年8月1日）
  - ミカ・ドロップ（2021年7月2日 - 2022年9月30日　個人として活動を継続）
  - カルモドー・リッチ（2021年7月4日 - 2022年6月10日）